# Chuck Davis
Charles Edward « Chuck » Davis Jr., né le 18 avril 1984, à Selma, en Alabama, est un joueur américain naturalisé azerbaïdjanais de basket-ball. Il évolue au poste de pivot et est également membre de l'équipe d'Azerbaïdjan de basket-ball.